# Élections législatives de 1962 dans le Territoire de Belfort
Les élections législatives françaises de 1962 se déroulent les 18 et 25 novembre 1962. Dans le département du Territoire de Belfort, deux députés sont à élire dans le cadre de deux circonscriptions.

## Élus
| Circonscription | Député sortant      | Parti | Parti | Député élu ou réélu | Parti | Parti   |
| --------------- | ------------------- | ----- | ----- | ------------------- | ----- | ------- |
| 1re             | Raymond Schmittlein |       | UNR   | Raymond Schmittlein |       | UNR-UDT |
| 2e              | Henri Dorey         |       | MRP   | Jean-Marie Bailly   |       | UNR-UDT |

## Résultats

### Résultats à l'échelle du département
| Parti          | Parti                                          | Premier tour | Premier tour | Second tour | Second tour | Sièges |
| Parti          | Parti                                          | Voix         | %            | Voix        | %           | Sièges |
| -------------- | ---------------------------------------------- | ------------ | ------------ | ----------- | ----------- | ------ |
|                | Union pour la nouvelle République (UDT)        | 18 728       | 47,30        | 23 995      | 56,07       | 2      |
|                | Majorité présidentielle                        | 18 728       | 47,30        | 23 995      | 56,07       | 2      |
|                |                                                |              |              |             |             |        |
|                | Mouvement républicain populaire                | 6 444        | 16,28        | 5 512       | 12,88       | 0      |
|                | Centre démocratique                            | 6 444        | 16,28        | 5 512       | 12,88       | 0      |
|                |                                                |              |              |             |             |        |
|                | Parti socialiste unifié                        | 5 248        | 13,25        | 7 904       | 18,47       | 0      |
|                | Parti communiste français                      | 4 639        | 11,72        | Retrait     | Retrait     | 0      |
|                | Section française de l'Internationale ouvrière | 4 534        | 11,45        | 5 387       | 12,59       | 0      |
|                |                                                |              |              |             |             |        |
| Inscrits       | Inscrits                                       | 62 278       | 100,00       | 62 247      | 100,00      | 2      |
| Abstentions    | Abstentions                                    | 21 311       | 34,22        | 18 255      | 29,33       |        |
| Votants        | Votants                                        | 40 967       | 65,78        | 43 992      | 70,67       |        |
| Blancs et nuls | Blancs et nuls                                 | 1 374        | 3,35         | 1 194       | 2,71        |        |
| Exprimés       | Exprimés                                       | 39 593       | 96,65        | 42 798      | 97,29       |        |

### Résultats par circonscription

#### Première circonscription (Belfort)
| Candidat       | Candidat                          | Parti          | Premier tour | Premier tour | Second tour | Second tour |  |
| Candidat       | Candidat                          | Parti          | Voix         | %            | Voix        | %           |  |
| -------------- | --------------------------------- | -------------- | ------------ | ------------ | ----------- | ----------- |  |
|                | Raymond Schmittlein sortant réélu | UNR-UDT        | 10 785       | 48,51        | 13 719      | 56,38       |  |
|                | Pierre Dreyfus-Schmidt            | PSU            | 3 556        | 15,99        | 7 904       | 32,49       |  |
|                | Marcel Cheval                     | MRP            | 3 118        | 14,02        | 2 708       | 11,13       |  |
|                | René Jouquez                      | PCF            | 2 848        | 12,81        | Retrait     | Retrait     |  |
|                | Jean-Noël Bailly                  | SFIO           | 1 926        | 8,66         | Retrait     | Retrait     |  |
|                |                                   |                |              |              |             |             |  |
| Inscrits       | Inscrits                          | Inscrits       | 35 565       | 100,00       | 35 537      | 100,00      |  |
| Abstentions    | Abstentions                       | Abstentions    | 12 463       | 35,04        | 10 405      | 29,28       |  |
| Votants        | Votants                           | Votants        | 23 102       | 64,96        | 25 132      | 70,72       |  |
| Blancs et nuls | Blancs et nuls                    | Blancs et nuls | 869          | 3,76         | 801         | 3,19        |  |
| Exprimés       | Exprimés                          | Exprimés       | 22 233       | 96,24        | 24 331      | 96,81       |  |

#### Deuxième circonscription (Delle)
| Candidat       | Candidat              | Parti          | Premier tour | Premier tour | Second tour | Second tour |  |
| Candidat       | Candidat              | Parti          | Voix         | %            | Voix        | %           |  |
| -------------- | --------------------- | -------------- | ------------ | ------------ | ----------- | ----------- |  |
|                | Jean-Marie Bailly élu | UNR-UDT        | 7 943        | 45,75        | 10 276      | 55,65       |  |
|                | Henri Dorey sortant   | MRP            | 3 326        | 19,16        | 2 804       | 15,18       |  |
|                | Marius Rucklin        | SFIO           | 2 608        | 15,02        | 5 387       | 29,17       |  |
|                | Charles Hautenauve    | PCF            | 1 791        | 10,32        | Retrait     | Retrait     |  |
|                | Georges Netter        | PSU            | 1 692        | 9,75         | Retrait     | Retrait     |  |
|                |                       |                |              |              |             |             |  |
| Inscrits       | Inscrits              | Inscrits       | 26 713       | 100,00       | 26 710      | 100,00      |  |
| Abstentions    | Abstentions           | Abstentions    | 8 848        | 33,12        | 7 850       | 29,39       |  |
| Votants        | Votants               | Votants        | 17 865       | 66,88        | 18 860      | 70,61       |  |
| Blancs et nuls | Blancs et nuls        | Blancs et nuls | 505          | 2,83         | 393         | 2,08        |  |
| Exprimés       | Exprimés              | Exprimés       | 17 360       | 97,17        | 18 467      | 97,92       |  |